# Auto elettrica
L'auto elettrica è un veicolo elettrico, ovvero un'automobile con motore elettrico, che utilizza come fonte di energia l'energia elettrica immagazzinata in una o più batterie ricaricabili. Rispetto ai veicoli con motore a combustione interna, le auto elettriche sono più silenziose, hanno maggiore efficienza energetica, non hanno emissione di gas di scarico e hanno emissioni complessive inferiori. La ricarica di un'auto elettrica può essere effettuata in stazioni di ricarica che possono essere installate sia nelle abitazioni che nelle aree pubbliche.
Negli Stati Uniti e nell'Unione europea, a partire dal 2020, il costo di gestione dei più recenti veicoli elettrici è inferiore a quello delle auto a combustione equivalenti, a causa dei minori costi di rifornimento e manutenzione. Il costo di un'auto elettrica è mediamente più alto in confronto ad un'auto con motore a combustione interna; tuttavia i costi di gestione e manutenzione ridotti possono azzerare la differenza di prezzo dopo 5 anni di possesso (100.000 km).
Molti paesi agevolano l'acquisto di nuovi veicoli elettrici con meccanismi di incentivo, crediti d'imposta, sussidi e altre agevolazioni. L’Unione europea e altri paesi nel mondo si pongono l'obiettivo di eliminare gradualmente le vendite di auto alimentate da combustibili fossili e, più in generale, di ridurre la quantità di veicoli circolanti; questo per ridurre l'inquinamento atmosferico, promuovere la mobilità sostenibile, il car sharing e limitare gli effetti del cambiamento climatico.
Le auto elettriche, insieme ad altre tecnologie emergenti come la guida autonoma, i veicoli connessi e la mobilità condivisa, formano una visione del futuro della mobilità chiamata “Mobilità autonoma, Connessa, Elettrica e Condivisa” (ACES).

## Caratteristiche
L'auto elettrica è un mezzo di trasporto che fa affidamento a uno o più motori elettrici per la trazione su strada e che viene alimentato da batterie (BEV), oppure da pila a combustibile (veicolo a idrogeno a trazione elettrica o FCEV), oppure ancora da un motore termico che funge da generatore (motogeneratore) trasformando di fatto l'autovettura elettrica in veicolo ibrido del tipo in serie;  esiste inoltre anche una soluzione intermedia, dove il motogeneratore serve solo per aumentare l'autonomia di un classico veicolo elettrico a batteria fungendo quindi da range extender (REX), conosciuto anche come unità di potenza ausiliaria, in inglese auxiliary power unit (APU); i veicoli in quest'ultimo caso possono prendere la denominazione di extended-range electric vehicles (EREV), range-extended electric vehicles (REEV), o range-extended battery-electric vehicle (BEVx). Quello che differenzia le auto elettriche con motogeneratore rispetto alle ibride in serie è la capacità del motogeneratore, che nel primo caso ha solo la possibilità di ricaricare la batteria, mentre nel secondo è in grado di far funzionare il veicolo.
Tali possibilità di funzionamento rendono il panorama dell'auto elettrica abbastanza vario (in alcuni casi andando a intersecarsi con i veicoli ibridi ed in particolar modo con i PHEV), sebbene in ogni caso un'autovettura elettrica sia caratterizzata da un motore elettrico che ha il compito della trazione e da una fonte di energia elettrica. Altri aspetti del mezzo possono anche non differire rispetto ad un analogo mezzo a combustione interna, come nel caso della Tesla Roadster che è strettamente derivata dalla Lotus Elise. Un altro aspetto che può ulteriormente differenziare un'autovettura elettrica da una a motore termico è il cambio, che nei veicoli elettrici è nella maggior parte dei casi ridotto ad un solo rapporto (rimane la cascata d'ingranaggi) o al più limitato a due rapporti di trasmissione; difficilmente ci si può imbattere in mezzi con più rapporti.
Tra le varie alternative, negli ultimi anni si è sempre più delineata come preferibile la variante a batteria (BEV), la cui famiglia fa ampio uso di telai del tipo skateboard, con batterie inglobate nello stesso o avvitate al telaio, soluzione che ha permesso di migliorare la distribuzione dei pesi e del baricentro del mezzo elettrico.

## Storia
Comparsi i primi prototipi dimostrativi nella prima metà dell'Ottocento, tra i quali si ricorda la carrozza elettrica realizzata da Robert Anderson tra il 1832 e il 1839, il primo prototipo evoluto di autovettura elettrica fu costruito dal britannico Thomas Parker nel 1884, utilizzando delle batterie ad alta capacità da lui progettate, sebbene la Flocken Elektrowagen del 1888, del tedesco Andreas Flocken, sia comunemente indicata come la prima autovettura elettrica mai realizzata.
La propulsione elettrica era tra i metodi preferiti di locomozione per gli autoveicoli costruiti tra la fine del XIX secolo e l'inizio del XX secolo, in quanto fornivano un livello di comfort e di affidabilità che non poteva essere raggiunto attraverso i motori a combustione del tempo.
I veicoli elettrici a batteria, prodotti dalle ditte Anthony Electric, Baker Electric, Detroit Electric e altre, nel corso dei primi anni del XX secolo e per un certo tempo, si vendettero di più rispetto ai veicoli a combustione. A causa però dei limiti tecnologici delle batterie, e della mancanza di una qualsiasi tecnologia di controllo della carica e della trazione (a transistor o a valvola termoionica), la velocità massima di questi primi veicoli elettrici era limitata a circa 32 km/h.
Successivamente, i progressi tecnologici nel settore automobilistico portarono l'affidabilità, le prestazioni e il comfort dei veicoli a benzina a un livello tale per cui il conseguente successo commerciale relegò i veicoli elettrici in pochissimi settori di nicchia: secondo alcune stime, il parco di autoveicoli elettrici alla fine del XX secolo aveva raggiunto un picco di sole 30 000 unità su scala mondiale.
Tuttavia, a partire dalla fine degli anni novanta del XX secolo, il mercato dei veicoli elettrici cominciò a beneficiare dei progressi ottenuti nella ricerca e nello sviluppo di nuove tecnologie per le batterie, in particolare basate sul litio, pilotati dall'impetuosa crescita della domanda di computer portatili e di telefoni cellulari, con la richiesta da parte dei consumatori di schermi più larghi e più luminosi e di batterie di più lunga durata.
Nel 2020, la Tesla Model 3 è diventata l'auto elettrica più venduta al mondo e nel 2021 è stata la prima a superare il milione di vendite.
Nel 2021 quasi il 10% delle auto vendute nel mondo erano elettriche, il parco circolante era salito a 16,5 milioni, il triplo rispetto al 2018.
Nel quarto trimestre del 2023, la casa automobilistica cinese BYD ha sorpassato la Tesla in quanto a numero di auto elettriche vendute nel mondo, avendo consegnato 526.000 auto, contro le 484.000 della casa americana, comunque sopra le attese degli analisti per il periodo.

## Batteria
Costituisce l'elemento tecnologico che accumula l'energia elettrica necessaria per il funzionamento dell'auto elettrica, che potrebbe essere paragonato o concepito in modo equivalente al serbatoio di combustibile o carburante dei veicoli a combustione, anche se ci sono differenze di peso, che nel caso delle batterie rimane costante, mentre nei veicoli a combustione il serbatoio si alleggerisce con il suo svuotarsi; così come sui tempi di ricarica o rifornimento, che risultano maggiori rispetto ad un serbatoio, ma in compenso alcuni veicoli riescono ad utilizzare la batteria come elemento strutturale.
Le batterie sono tipicamente il componente più costoso dei BEV. Sebbene il costo di fabbricazione della batteria sia elevato, l'aumento della loro produzione porta a un sensibile abbassamento dei costi nel momento in cui la produzione dei BEV raggiungerà valori che si avvicinano al numero dei veicoli a combustione interna commercializzati al giorno d'oggi.

### Tecnologie e sviluppo
Le batterie ricaricabili utilizzate nei più diffusi veicoli elettrici si basano sul litio (le litio-ione, le Li-ion polimero, le litio-ferro-fosfato). In passato si utilizzavano l'accumulatore piombo-acido ("inondate" e VRLA), il NiCd e il tipo a NiMH.

Attualmente negli anni 20 del terzo millennio le batterie agli ioni di litio sono le più utilizzate in ambito automobilistico.
Tra le batterie più promettenti in via di sviluppo vi sono le batterie al litio-titanio (titanato di litio e litio-diossido di titanio) ed eventualmente nuove varianti della pila zinco-aria (che però non possono essere ricaricate in situ).
Dal 2011, la Toyota è al lavoro per mettere a punto una nuova generazione di accumulatori agli ioni di litio ricaricabili in 7 minuti.
Ricercatori della Nanyang Technological University di Singapore stanno studiando una batteria gel di diossido di titanio; nel 2014 hanno presentato un prototipo che si carica fino al 70% in due minuti.

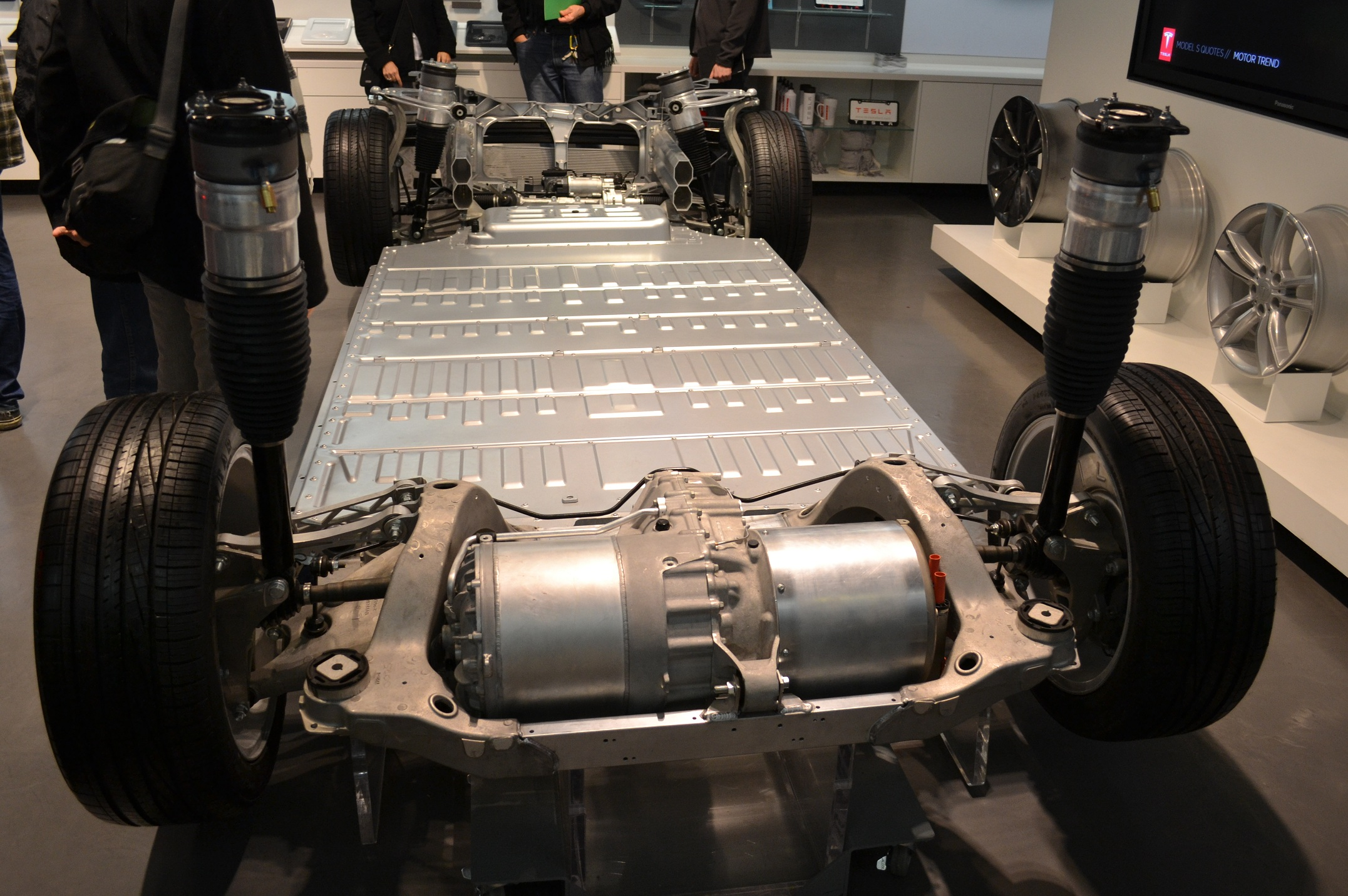
Chassis, motore e batteria di una Tesla Model S.

Nel 2017, la startup israeliana StoreDot ha presentato un prototipo funzionante di batteria che permette la ricarica completa in 5 minuti, per un'autonoma di circa 480 km, in una berlina elettrica di grandi dimensioni. L'unica criticità presentata dal prototipo è che per ottenere 100 km di autonomia necessita di una stazione di ricarica in grado di fornire una potenza di almeno 200 kW.
Nel 2023 Northvolt sviluppa la prima batteria agli ioni di sodio senza litio e cobalto., nel 2023 viene presentata la prima autovettura con batterie di questa tecnologia agli Na-ion
Per le batterie ci sono state altre soluzioni, quali la tecnologia a stato solido, nel 2023 viene presentata la prima autovettura con batterie di questa tecnologia.

### Ricarica
Le batterie delle auto elettriche devono essere ricaricate periodicamente (vedi anche Sostituzione delle batterie, più sotto). Le auto elettriche solitamente vengono caricate dalla rete elettrica, ma esistono anche soluzioni di ricarica ad isola (non connesse alla rete elettrica nazionale).
I tempi di ricarica sono molto variabili a seconda della fonte utilizzata per la stessa, ma in caso di condizioni ottimali la maggior parte delle auto elettriche moderne (es. Nissan Leaf, Tesla Model S, Renault Zoe, BMW i3) possono essere ricaricate all'80% della loro capacità in 30 minuti con ricarica in corrente continua, che nel caso della Tesla Model S e Tesla Model X riescono a caricare fino a 67,5 kWh, sufficienti per percorrere mediamente 290 km.
Oggi gli standard di ricarica in uso nel mondo delle auto elettriche sono differenti; dove per la ricarica in corrente alternata si ha la Spina Schuko (Modalità 1 e Modalità 2), Spina Yazaki di tipo 1 (Modalità 3), Spina Mennekes di tipo 2 (Modalità 3), Spina Scame di tipo 3A (Modalità 3); mentre per la ricarica in corrente continua si ha il connettore CHAdeMO (Modalità 4) e il connettore COMBO1 e CCS COMBO2 del sistema di ricarica combinato (CCS) (Modalità 4).

### Alimentazione domestica
La velocità di ricarica domestica è vincolata dai contratti di fornitura di energia elettrica dell'impianto (tipicamente dai 3 ai 6 kW nei paesi con tensione a 240 volt, in Italia di 3 kW), inoltre, anche disponendo di potenze elevate, alcuni sistemi di ricarica domestica sono progettati per operare a potenze limitate. Ad esempio, un sistema di ricarica Nissan Leaf, essendo autolimitato a una potenza di ingresso di 3,3 kW, impiegherà quasi 8 ore anziché 4, per caricare una batteria da 24 kWh, anche se collegato a un impianto di maggior potenza.
Generalmente non è comunque indispensabile una ricarica veloce perché, durante la giornata, si dispone di sufficiente tempo per la ricarica durante l'orario di lavoro oppure nel parcheggio della propria abitazione.
Alcuni mezzi prevedono l'utilizzo di una presa schuko, soluzione che viene sempre più ostacolata dalle normative sulla sicurezza, tanto che in alcune nazioni come la Norvegia si è costretti all'adozione di colonnine di ricarica a parete (Wallbox), inoltre si possono incorrere problematiche anche in caso d'installazione di nuove linee, sia a livello burocratico che pratico

### Alimentazione da stazione di ricarica

Tesla Supercharger a Wittenburg.

L'alimentazione di corrente dalla stazione di ricarica o "colonnina" all'auto può avvenire in due modi:
- Per via "conduttiva": in pratica una presa di corrente normale che, attraverso un trasformatore e un raddrizzatore, fornisce alla batteria l'energia necessaria alla ricarica.
- Per via "induttiva": l'avvolgimento primario (adeguatamente protetto) viene inserito in una fessura del veicolo, dove si accoppia con l'avvolgimento secondario. Con una connessione di questo tipo si elimina il rischio di folgorazione dal momento che non vi sono parti accessibili sotto tensione.

Se questo sistema funziona a impulsi ad alta frequenza può trasmettere enormi quantità di energia in pochi istanti (esistono sistemi simili in applicazioni di macchine industriali).
Un sistema che nasconda gli elettrodi può rendere il sistema conduttivo sicuro quasi come quello induttivo. Il sistema conduttivo tende a essere meno costoso e anche molto più efficiente per la presenza di una minore quantità di componenti.

### Sostituzione delle batterie
Un'alternativa alla ricarica e ai suoi lunghi tempi è quella di sostituire rapidamente le batterie di accumulatori scarichi con altre già cariche. Queste batterie modulari dalla dimensione standard, spesso con un peso tra i 20 e i 40 kg e alloggiate in un doppio fondo sotto l'abitacolo, tra le ruote, oppure sotto il bagagliaio, possono scorrere ed essere rapidamente sostituite dal personale della stazione di servizio oppure da sistemi robotizzati, impiegando poche decine di secondi. Tuttavia, il costo totale di tale operazione si rivela molto elevato rispetto alla più semplice ricarica.
A seconda del tipo di batterie ricevute, si procederà a ricaricarle in modi diversi. La pila zinco-aria, che non può essere ricaricata in modo semplice, deve essere portata in un centro industriale e "rigenerata" con un procedimento elettro-chimico.
Nel 2011, l'azienda Better Place lanciò sul mercato il primo sistema moderno di sostituzione delle batterie per i veicoli elettrici per privati, ma entrò in crisi finanziaria e fallì nel maggio 2013.

### Autonomia
L'autonomia di un'auto elettrica dipende essenzialmente dalla tipologia, dalla capacità, e dalla temperatura delle batterie. Inoltre, come per tutti i veicoli, questo dipende dall'aerodinamica, dal peso, dal tipo di veicolo, dalle prestazioni e dalle condizioni meteorologiche. 
Le auto commercializzate principalmente per uso urbano, più compatte e leggere, sono spesso prodotte con batterie di minore autonomia, così da ridurre il peso e quindi l'energia richiesta per il movimento.
L'effetto indiretto del clima sull'autonomia è correlato all'utilizzo di climatizzatore dell'abitacolo e condizionamento della batteria, legato alle condizioni nell'abitacolo e al tempo di utilizzo, che prelevano energia direttamente dalla batteria, impattando sull'autonomia soprattutto ad andatura lenta (a seconda del modello e condizioni di guida tra i 30 e 60 km/h), mentre con un'andatura veloce il consumo è dato soprattutto dal motore e quindi la climatizzazione incide meno sull'autonomia.

Mentre nei motori a combustione interna il motore rilascia una grande quantità di calore (circa il 60% dell'energia rilasciata dalla combustione) di cui in parte sfruttabile (25-27%) per riscaldare l'abitacolo, l'auto elettrica deve ricorrere a riscaldatori elettrici che, insieme ad altri dispositivi, possono compromettere l'autonomia.
L'uso delle pompe di calore reversibili permette una migliore efficienza energetica, riducendo i consumi sia del riscaldamento in inverno che della climatizzazione in estate, andando ad impattare meno sull'autonomia.
Il recupero dell'energia in frenata, soprattutto a velocità moderate, consente un significativo incremento dell'autonomia, in particolar modo se non si necessita dell'ausilio di accessori elettrici durante la guida, permettendo un miglioramento della resa chilometrica massima durante i periodi temperati, un miglioramento moderato durante i periodi caldi, mentre la differenza risulta particolarmente contenuta durante i periodi dal clima più rigido.
In generale per le auto elettriche lo stato di carica, come per la maggior parte dei dispositivi, viene visualizzata in scala percentuale nel display di bordo. Spesso è visualizzata anche l'autonomia calcolata, una stima che dipende principalmente dallo stato di carica, dal modo di guida e dal consumo medio del veicolo misurato in Wh/km. Poiché possono verificarsi imprevisti o deviazioni durante il percorso, la stima può variare rispetto all'intervallo effettivo. Il sistema di navigazione quindi consente di suggerire al conducente velocità ottimale di guida e sosta presso stazioni di ricarica lungo il percorso.
Altro fattore che influenza l'autonomia è il rapporto di trasmissione del mezzo e se provvisto di 1 o più marce, infatti il motore elettrico e l'inverter hanno il rendimento migliore in condizioni operative a regimi intermedi, motivo per cui l'utilizzo di più marce è favorevole all'autonomia (oltre che alle prestazioni), per i mezzi monomarcia si può notare come l'autonomia alle bassissime velocità è paragonabile all'autonomia alle alte velocità, mentre a velocità intermedie si ha una migliore autonomia.
Di recente, alcune start-up offrono dei servizi di assistenza di ricarica per ricaricare alle auto elettriche in caso di emergenza.

### Ricariche d'emergenza
Per le auto elettriche che possono incorrere in una carenza d'autonomia per vari fattori, come la mancata copertura di punti di ricarica, condizioni climatiche avverse o problemi di altra natura, sono stati sviluppate diverse soluzioni, come la batteria portatile di tipo power bank o un motogeneratore che funge da gruppo elettrogeno portatile, ma esistono anche servizi che vengono in soccorso in caso il veicolo elettrico si ritrovi con la batteria scarica, che si basano su veicoli specializzati che funzionano da colonnine di ricarica mobile

## Sicurezza
Le normative di sicurezza dei veicoli elettrici a batteria sono in gran parte trattati dalla norma standard internazionale ISO 6469 e suddiviso in tre parti che trattano i seguenti aspetti:
- accumulo di energia elettrica a bordo (la batteria).[63]
- sicurezza operativa e protezione contro i guasti.[64]
- protezione delle persone contro i rischi elettrici.[65]

### Peso
Il peso delle batterie in un veicolo elettrico di solito lo rende più pesante di un equiparabile veicolo endotermico.

### Stabilità
In un veicolo elettrico, disporre ogni singolo motore immediatamente vicino o all'interno di ciascuna ruota può rendere il mezzo più sicuro in quanto più maneggevole. L'impiego di batterie può in alcuni casi abbassare il baricentro del veicolo, aumentando di conseguenza la stabilità di guida e riducendo eventuali rischi di incidenti dovuti al ribaltamento.

### Rischio di incendio, folgorazione e reazioni chimiche
Come ogni auto a combustione interna, anche un'auto elettrica può incendiarsi e rilasciare scariche elettriche, in particolare, le batterie dei veicoli elettrici possono innescare incendi a seguito di un incidente o di un guasto meccanico che le può portare al runaway termico, che può far ritornare alle fiamme un veicolo a cui erano state estinte le fiamme.

Potrebbe essere necessaria molta più acqua e sabbia in confronto allo spegnimento di un normale incendio, in queste situazioni una termocamera può essere utilizzata per avvisare di possibili punti di riaccensione.
Uno studio dell' Università del Tennessee ha scoperto che gli incendi di auto elettriche sono più frequenti di quelli di auto termiche, con un rapporto di circa 30 a 1, tuttavia questi risultati sono influenzati dalle caratteristiche del parco circolante elettrico, relativamente piccolo e nuovo rispetto a quello termico; invece facendo una relazione in base ai chilometri percorsi le auto elettriche a batteria risultano essere dalle 10 (secondo Tesla) alle 80 volte più sicure rispetto alle vetture termiche, mentre le ibride confermano la loro maggiore pericolosità rispetto agli altri due gruppi.
Più nel dettaglio le statistiche sugli incendi dei veicoli elettrici riportano che nel 30% dei casi questo si verifica in fase di ricarica, nel 50% dei casi in fase di sosta, il 15% dei casi durante la guida e il 5% s'incendiano per cause non identificate; queste statistiche hanno portato all'obbligo, per le autorimesse che ospitano auto elettriche per la ricarica, dell'autorizzazione con Certificato di Prevenzione Incendi rilasciato dai Vigili del fuoco (attività n. 59 del D.P.R. 151/2011). Inoltre sono state redatte delle linee guida (Circolare dei Vigili del fuoco n.2 del 05/11/2018 Prot. N. 15.000) per l'installazione dei sistemi di ricarica dei veicoli elettrici.
Oltre a ciò, il corpo dei vigili del fuoco predispone delle linee guida e corsi di addestramento al personale per il caso di intervento e, se necessario, per lo spegnimento manuale del sistema ad alta tensione, procedura utilizzata anche in caso di altre operazioni sul veicolo, atte a poter operare in sicurezza sulla meccanica del mezzo, e di cui i punti principali sono lo spegnimento del contatto d'accensione (per diseccitare 2 relè normalmente aperti e che collegano la batteria all'impianto dell'auto), la rimozione della chiave e il suo allontanamento dal veicolo di almeno 5 metri nel caso questa sia del tipo "smart key", la rimuozione del connettore di sicurezza della batteria, l'attesa di almeno 10 minuti per far scaricare i condensatori.
Per evitare il rischio folgorazione sono utilizzati dispositivi passivi (pirofusibili) e sistemi di sicurezza attivi, progettati per forzare i sistemi ad alta tensione a spegnersi automaticamente in caso di problematiche o attivazione dell'airbag in seguito a gravi incidenti che possono compromettere l'integrità strutturale all'involucro della batteria; questi sistemi hanno quindi il compito d'interrompere qualsiasi forma di alimentazione, disconnettendo elettricamente la batteria dal resto del veicolo.
Un altro fattore di rischio che può incorrere un veicolo a batteria è la reazione chimica tra acqua e l'elettrolita delle batterie, come nel caso d'immersione del veicolo elettrico in acqua (inondazioni, allagamenti, ecc.); il contatto tra questi due elementi può portare ad una reazione e alla possibile generazione di gas infiammabili che possono a loro volta causare un incendio o un'esplosione se a contatto con una fonte di calore; inoltre sempre a causa del contatto con liquidi, si possono danneggiare anche altre componenti elettroniche, che una volta asciugato il mezzo può portare a cortocircuiti e un potenziale incendio; per tale motivo vi è una procedura di sicurezza che prevede la sosta di 15 giorni in quarantena, con il mezzo in spazi esterni e distante almeno cinque metri da edifici e altri veicoli.

### AVAS
La silenziosità delle auto elettriche, soprattutto a bassa velocità potrebbe rappresentare un rischio per alcuni pedoni, motivo per cui venne reso obbligatorio l'AVAS (Audible Vehicle Alert System) fino al raggiungimento dei 20 km/h per tutti i veicoli elettrici (a trazione elettrica) prodotti in Europa a partire dal 1º luglio 2019 e l'adeguamento dei veicoli nuovi entro il 1º Luglio 2021.

## Aspetti economici e ambientali
Gli aspetti economici e ambientali riguardo alla mobilità tramite auto elettriche a batteria sono elementi che richiedono analisi complesse e vincolate ad altri aspetti non strettamente correlata alla mobilità elettrica (che di per sé è estremamente efficiente), per questo risultando di fatto estremamente complessa, variabile nel tempo e luogo e potenzialmente mutabile in modo non lineare o progressivo.

## Diffusione

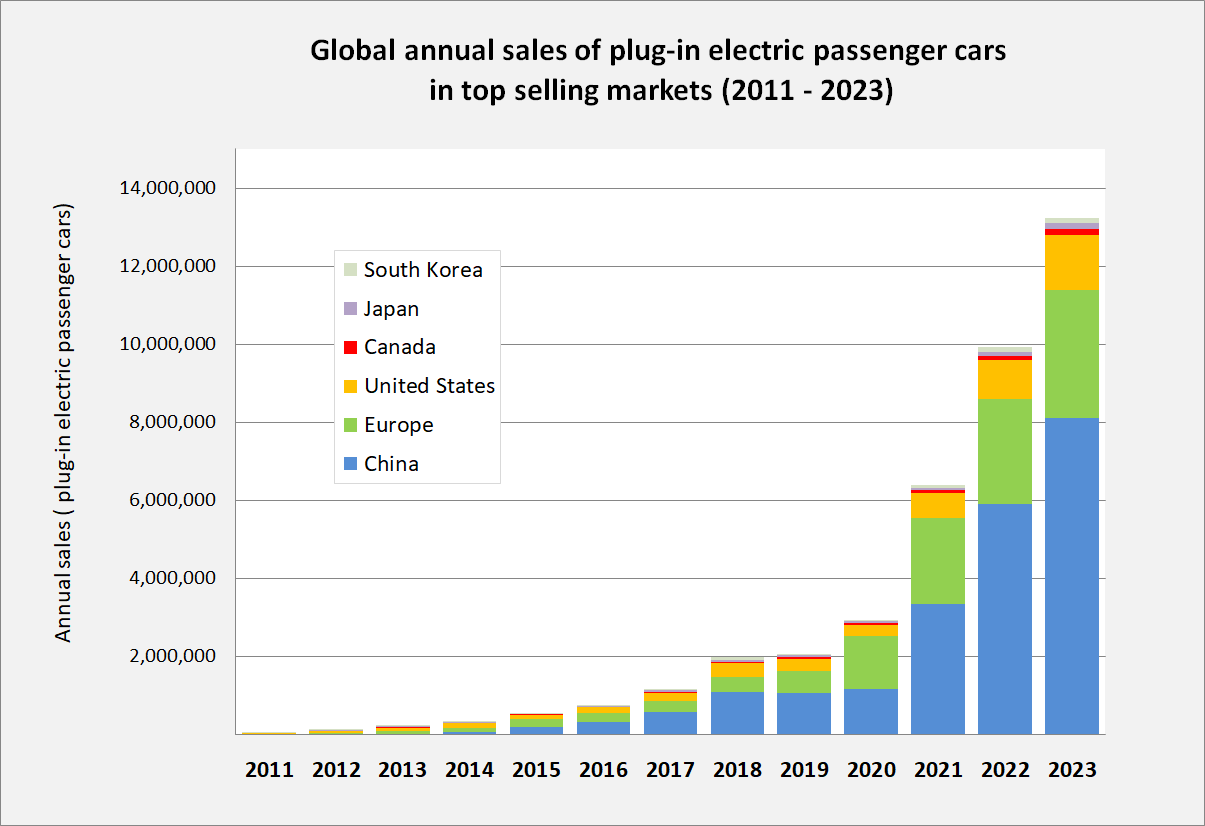
Vendite annuali di veicoli leggeri a ricarica elettrica nei principali mercati tra il 2011 e il 2023

A causa dei maggiori costi di acquisto delle auto elettriche, la loro diffusione è legata alle politiche di incentivi praticate dalle singole nazioni.

Tali politiche di incentivi sono poi state fermate o progressivamente ridotte fino alla loro eliminazione, da parte di alcune nazioni.
Al 2024 in Europa un'auto elettrica di piccole e medie dimensioni presenta un sovrapprezzo medio del 20% superiore a quello di un modello a benzina.
Secondo il Global EV Outlook per il 2016 dell’OSCE/Iea, i paesi nei quali sono più diffusi i veicoli elettrici sono la Norvegia (23%), Paesi Bassi (10%) seguiti da Svezia, Danimarca, Francia, Cina e Gran Bretagna.
Il successo in Norvegia si deve a un'incentivazione economica statale all'acquisto dei veicoli elettrici in media pari a circa 20000 euro e alla pesante tassazione dei veicoli a benzina. Questo ha permesso di raggiungere quasi il 54.3% delle auto immatricolate nel 2020.
In Italia la diffusione delle auto "plug-in" è aumentata del +251,5% rispetto al 2019 con quasi 60.000 auto immatricolate, di cui 32500 elettriche e 27.000 ibride plug-in. Al 2024 le auto elettriche sono il 4% del totale delle automobili immatricolate in un anno, contro una media europea del 12.6%.
Un altro aspetto che impatta la diffusione di questi mezzi di trasporto è dato dalla disponibilità di punti pubblici di ricarica sulla rete stradale e autostradale; così, ad esempio, se a livello di Unione europea, nel 2018 l'indice dei punti di ricarica veloce per 100 km di autostrada è di 32, nello stesso anno in Italia è di circa 12 punti di ricarica ogni 100 km.
Tra gennaio e marzo 2023 il maggior numero di veicoli elettrici venduti è stato registrato in Cina, seguita dagli Stati Uniti. L'elevato numero di vendite negli Stati Uniti in tale trimestre (rappresentate per l'81% da veicoli elettrici a batteria e per il resto da ibride plug-in), è giustificato anche dalla messa a disposizione di sussidi da parte del governo statunitense. Nei primi nove mesi del 2024 in Cina sono stati immessi nel mercato 4.2 milioni di veicoli completamente elettrici, con una quota di mercato del 24.7%. Dal 2009 la Cina ha investito 230.8 miliardi dollari per sostenere tutta la filiera, dalle fabbriche ai 10.6 milioni di punti di ricarica installati.

## Forme di incentivazione
La mobilità elettrica è incentivata a livello governativo con varie forme di sgravi fiscali che altrimenti graverebbero sugli utilizzatori/proprietari, incentivi rivolti anche per l'installazione delle infrastrutture per la loro ricarica.
Inoltre, per mantenere l'obiettivo sull'abbattimento della CO2 l'Unione Europea ha imposto lo stop alla vendita di veicoli nuovi con motore termico a partire dal 2035. Tale decisione ha influito sui piani di sviluppo delle aziende automobilistiche.

## Le principali criticità

### Per il mercato italiano
A fronte dei numerosi vantaggi (silenziosità, assenza di emissioni, innovazione tecnologica e bassi costi di manutenzione) bisognerà far fronte alla carenza infrastrutturale e alla mancanza di un sistema di incentivi adeguato: questi ultimi sono considerati non sufficienti a stimolare la domanda di auto elettrificate, ancora troppo costose e con i prezzi in ulteriore crescita nel 2024.
La scarsa distribuzione o il malfunzionamento delle colonnine di ricarica è un altro punto dolente che frena la transizione verso l’elettrico. Fino a poco tempo fa l’Italia è stata in forte ritardo nell’implementazione delle infrastrutture sul territorio nazionale, sia nelle aree pubbliche che in quelle private. Nel rapporto Motus-E del 2023, tuttavia, si registra una forte crescita nell’installazione dei punti di ricarica sul territorio nazionale, ma queste non sono distribuite in maniera omogenea, con una forte concentrazione nelle regioni del Nord, con il 58% dei punti di ricarica, mentre nel Sud e nelle isole abbiamo solo un 23%. Il problema della mala distribuzione è aggravato da altri fattori, quali il malfunzionamento delle stesse. Spesso sono installate ma non collegate per problemi burocratici (il 18% del totale); erogano a velocità e inferiori a quelle nominali, per cui i tempi ricarica sono molto più lunghi, e spesso gli spazi destinati alla sosta per la ricarica vengono occupati impropriamente.